# Marystown
Marystown es un pueblo canadiense situado en la provincia de Terranova y Labrador.

## Superficie
Marystown tiene una superficie de 62,23 km².

## Demografía
En 2021, tenía 5204 habitantes, una densidad poblacional de 83,6 hab./km², y 2609 viviendas.